# Algia
Algia is een geslacht van vlinders van de familie van de Nymphalidae, uit de onderfamilie van de Heliconiinae. De wetenschappelijke naam en de beschrijving van dit geslacht zijn voor het eerst gepubliceerd in 1864 door Herrich-Schäffer.
De soorten van dit geslacht komen voor in Zuidoost-Azië.

## Soorten
- Algia fasciata (C. & R. Felder, 1860)
- Algia satyrina (C. & R. Felder, 1867)
- Algia felderi (Kirsch, 1877)